# Angel Olsen
Angel Olsen (St. Louis, Missouri, 22 de enero de 1987) es una cantautora estadounidense que actualmente vive en Asheville, Carolina del Norte. Comenzó su carrera siendo la vocalista secundaria de Bonnie "Prince" Billy and the Cairo Gang, antes de lanzar su carrera solista.

## Biografía
A los tres años, Angel Olsen fue adoptada por una familia que la cuidó poco después de su nacimiento. La diferencia de edad entre ella y sus padres la marcó en su vida y carrera. «Debido a que hay tantas décadas de diferencia entre nosotros, me interesé más en cómo era su niñez», dice de sus padres, los cuales aún viven en St. Louis. «Fantaseaba con lo que era ser joven en los años 30 y 50, más que otros niños de mi edad». Olsen explicó que «mi madre tiene una capacidad especial con los niños.» A pesar de sus primeras aspiraciones a ser una «estrella pop» en su adolescencia, sus intereses cambiaron drásticamente en la escuela secundaria. Olsen se volvió más introvertida, asistiendo regularmente a shows de punk rock y noise rock en el Lemp Neighborhood Arts Center. Dos años después de graduarse de la escuela secundaria cristiana Tower Grove, Olsen se mudó a Chicago.
Después de lanzar su primer EP, Strange Cacti y su álbum debut, Half Way Home en Bathetic Records, Olsen firmó con Jagjaguwar Records, lanzando su primer disco de banda completa, Burn Your Fire for No Witness, el 17 de febrero de 2014. El tercer álbum de Olsen, My Woman, fue lanzado el 2 de septiembre de 2016.
Además de su trabajo con Bonnie "Prince" Billy and the Cairo Gang, Olsen ha colaborado con otras figuras notables de indie rock estadounidense, incluyendo Tim Kinsella de Cap'n Jazz, LeRoy Bach de Wilco y Cass McCombs. Su colaboración con Kinsella y Bach, así como con el poeta Marvin Tate, resultó en el álbum Tim Kinsella sings the songs of Marvin Tate by LeRoy Bach featuring Angel Olsen que el grupo lanzó en la discográfica de Indianápolis Joyful Noise Recordings, el 3 de diciembre de 2013.
Su canción «Windows» fue presentada en el episodio final de la serie original de Netflix, 13 Reasons Why.

## Discografía

### Solista
Álbumes de estudio
- Half Way Home (2012), Bathetic Records.
- Burn Your Fire for No Witness (2014), (CD/LP/Cassette), Jagjaguwar Records/Bathetic Records.
- My Woman (2016), Jagjaguwar. (UK #40)
- All Mirrors (2019), Jagjaguwar.
- Whole new mess (2020), Jagjaguwar/Popstock!
- Big Time (2022), Jagjaguwar.
- Cosmic Waves, Volume 1 (2025), Jagjaguwar-Popstock!

EPs
- Strange Cacti (2011), Bathetic Records.

Cassettes
- Strange Cacti (2010), Bathetic Records.
- Lady Of The Waterpark (2010), Love Lion Records.

Sencillos
- «Sleepwalker» (2013) (Vinilo 7", "Sweet Dreams"/"California"), Sixteen Tambourines.
- «Intern» (2016), Jagjaguwar.

Compilaciones
- Phases (2017)[18]

### ConBonnie "Prince" Billy
- Island Brothers (2011) (Vinilo 10"), Drag City Records.
- Wolfroy Goes to Town (2011) (CD/LP), Drag City Records.
- Now Here's My Plan (2012) (CD/LP), Drag City Records.

### Otras contribuciones
- Tim Kinsella Sings the Songs of Marvin Tate by LeRoy Bach featuring Angel Olsen (2013), Joyful Noise Recordings.[19]
- «Attics of My Life», para el álbum compilatorio de Grateful Dead Day of the Dead.
- «Fly on Your Wall», para la compilación anti-Trump de 2017 Our First 100 Days.[20]
- «Stranger's Kiss», dueto con Alex Cameron en su álbum Forced Witness (2017)
- «Red Rocks», en el álbum No River Long Enough Doesn't Contain a Bend (2017) de High Aura'd.